# Neotamias umbrinus
Tamias umbrinus (бурундук Уінта) — вид бурундуків родини Sciuridae. Він є ендеміком Сполучених Штатів. Раніше відомий як Tamias umbrinus, філогенетичні дослідження показали, що він достатньо відрізняється від східного бурундука, щоб бути виділеним в окремий рід Neotamias. Ці ж дослідження також припускають, що бурундук Палмера може бути підвидом бурундука Уінта, хоча ці два види досі вважаються окремими видами.

## Опис
Бурундук Уінта — бурундук середніх розмірів, довжина дорослих особин коливається від 20 до 24 см, включаючи хвіст від 7 до 11 см, а вага в середньому становить 67 г. Переважне забарвлення літнього хутра варіюється від жовтувато-буро-сірого до темно-коричневого, часто з рудуватим відтінком. Три широкі, чіткі темні чорнувато-коричневі смуги проходять по спині, розділені й оточені чотирма блідішими смугами від блідо-сірого до білого хутра. Також по три темні й три світлі смуги з обох боків морди. Взимку шерсть стає тьмянішою й більш сіруватою, а смуги менш виразними. Вуха чорні, а нижня частина тіла дуже блідо-сіра. Хвіст має помаранчево-чорне хутро, з блідішою смужкою волосся на нижньому боці.

## Поширення та середовище існування
Бурундук Уінта мешкає в гірських і субальпійських лісах на заході США, на висоті від 1 400 до 3 650 м над рівнем моря. Найчастіше він зустрічається на узліссях соснових і ялицевих лісів або на галявинах, часто поблизу скелястої місцевості або крутих схилів. Бурундук Уінта не має безперервного, безперервного ареалу, натомість його можна зустріти в ряді розрізнених локалітетів, що, можливо, відображає зміну структури лісового покриву протягом плейстоцену.